# 크리스 두리더스
크리스 두리더스(Chris Douridas, 1962년 9월 20일 ~ )는 미국의 배우이다.

## 영화
- 메이지가 알고 있었던 일 (2012년)
- 슈렉 2 (2004년)
- 다운 위드 러브 (2003년)
- 스토커 (2002년)
- 아메리칸 뷰티 (1999년)
- 폭력의 종말 (1997년)
- 섹슈얼 인텐트 (1997년)
- 스트레인지 데이즈 (1995년)
- 워터월드 (1995년)
- 노 세이프 (1987년)
- 트루 스토리스 (1986년)
- 텍사스 전기톱 학살 2 (1986년)
- 남과 북 (1985년)